# Tu Bishvat
Tu Bishvat (do hebraico - dia 15 do mês Shvat) é a festividade do ano novo das árvores no calendário judaico. Este dia é chamado também de ano novo para as árvores. De acordo com a Mishná, ele marca o dia em que os dizimos da fruta são contados em cada ano. Além disso, marca o ponto em que são contadas tanto a proibição bíblica de comer os frutos das árvores nos seus três primeiros anos, e a obrigação de trazer a orlá (fruto do quarto ano) ao Templo de Jerusalém. Nos tempos modernos, é celebrado comendo vários frutos e nozes associadas à Terra de Israel.
Durante os anos de 1600, o Rabbi Isaac Luria de Safed e os seus discípulos criaram um pequeno seder, chamado Hemdat ha‑Yamim, reminiscente do seder que os Judeus cumprem em Pessach, e que explora os temas cabalísticos da festividade.
Em Israel Tu Bishvat não é um feriado, mas a festa é comemorada com plantio de árvores.